# Flumazenil
Flumazenil ist ein Imidazobenzodiazepin-Derivat und ein Benzodiazepin-Antagonist. Es wird als Antidot gegen Arzneistoffe der Benzodiazepin-Gruppe sowie andere an der Benzodiazepin-Bindungsstelle angreifende Nicht-Benzodiazepin-Agonisten wie Zopiclon, Zolpidem und Zaleplon eingesetzt und hebt sämtliche Wirkungen derselben auf.

## Pharmakodynamik
Flumazenil wirkt als reversibler, kompetitiver Antagonist an der Benzodiazepin-Bindungsstelle des GABAA-Rezeptors.

## Pharmakokinetik
Es muss intravenös gegeben werden, da es bei oraler Gabe weitgehend von der Leber abgebaut wird (First-Pass-Effekt). Die Wirkung setzt rasch ein (zwei Minuten), hält aber nur relativ kurz an (zwei Stunden). Daher besteht bei längerwirksamen Benzodiazepinen die Gefahr des Rückschlags (Rebound-Effekt), der wiedereinsetzenden Wirkung nach dieser Zeit.

## Indikationen
- Aufhebung einer Benzodiazepin-Sedierung/Überdosierung
- Beendigung einer Benzodiazepin-Narkose

Neueste Forschung zeigt, dass Flumazenil wirksam bei der Behandlung der primären Hypersomnie sein könnte.

## Nebenwirkungen und Kontraindikationen
Neben Kopfschmerzen, Sehstörungen, Übelkeit und Erbrechen treten Angst und Unruhe auf. Bei Benzodiazepin-Abhängigen kann es zu einem akuten Entzugssyndrom kommen.
Flumazenil ist bei Patienten kontraindiziert, die eine Überempfindlichkeit gegen Benzodiazepine aufweisen oder zur Behandlung potentiell lebensbedrohlicher Zustände (z. B. Kontrolle des Hirndrucks nach schwerem Schädel-Hirn-Trauma oder eines Status epilepticus) Benzodiazepine erhalten haben.
Es stehen zwar keine kontrollierten Studien bei schwangeren Frauen zur Verfügung, jedoch haben Tierversuche keine teratogenen Effekte zeigen können.
In hoher Dosierung kann es bei Personen mit einer Benzodiazepinabhängigkeit zur Auslösung von Entzugserscheinungen kommen, die sich etwa als Angst oder Tremor äußern.
Bei einmaliger Injektion einer höheren Dosis können Schmerzen auftreten, weswegen Flumazenil verlangsamt verabreicht werden sollte.

## Chemische und physikalische Eigenschaften
Flumazenil ist kaum löslich in Wasser, jedoch leicht löslich in Dichlormethan. Verschiedene polymorphe Formen sind bisher nicht bekannt.

## Handelsnamen
Flumazenil ist in Deutschland, Österreich und der Schweiz unter dem Namen Anexate sowie als Generikum im Handel erhältlich.